# Teste do impulso cefálico por vídeo
O teste de impulso cefálico com vídeo, conhecido como vHIT (video Head Impulse Test) é um exame utilizado no diagnóstico diferencial entre as disfunções vestibulares periféricas agudas, como a neurite vestibular, e as doenças que afetam o sistema nervoso central (SNC). O exame, rápido e objetivo, avalia o reflexo vestíbulo-ocular (RVO) nos canais semicirculares (CSC) de forma individual, por meio de impulsos cefálicos de alta aceleração e de baixa amplitude. Em cada impulso, o vHIT fornece o registro do movimento da cabeça e da resposta reflexa do olho.

## Histórico
Em 1988, Halmagyi e Curthoys desenvolveram o teste com vídeo, sendo essa a versão computadorizada do teste de impulso da cabeça (HIT). Até aquele momento a única forma de avaliar o labirinto era a prova calórica, desenvolvida por Robert Bárány.

## Fisiopatologia
O sistema vestibular contribui para manutenção do equilíbrio corporal pela interação com os sistemas visual e somatossensorial. O reflexo vestíbulo-ocular (RVO) faz parte do sistema de conexões vestibulares, sendo de fundamental importância, pois garante a manutenção de uma visão clara e nítida por estabilização da imagem na retina durante a movimentação rápida da cabeça.
Em pessoas sem alterações patológicas, os canais semicirculares detectarão as acelerações angulares realizadas pela cabeça, enviando a informação aos músculos oculares extrínsecos os quais realizarão as ações necessárias para produzir um movimento compensatório do globo ocular, na mesma direção e em sentido oposto, de forma a estabilizar a imagem na retina. Este mecanismo constitui o reflexo vestíbulo-ocular (RVO), um dos reflexos mais rápidos do corpo, formado por três neurônios: gânglio vestibular, núcleo vestibular e núcleos motores oculares, com latência de apenas 7 a 10 milissegundos. Quando algum canal semicircular está com a sua função reduzida, durante o movimento, o olho se desloca junto com a cabeça, para fora do alvo. Em seguida, apresenta uma sacada corretiva para manter o olho no alvo. Indivíduos que apresentam hipofunção vestibular, com consequente déficit no reflexo vestíbulo ocular, precisam realizar uma compensação, por meio de um movimento ocular corretivo para levar ao alvo, após o movimento cefálico. Em alguns momentos, essa movimentação, denominada sacada corretiva, poderá  ser vista a olho nu (denominam-se sacadas descobertas - OVERT). Todavia, há movimentos corretivos que ocorrem com latência curta, de forma que não será observado sem o exame por vídeo (denominam-se sacadas cobertas - COVERT).

## Prática clínica
Na prática clínica, o teste de impulso cefálico (HIT) é a forma de avaliar o RVO, por meio de movimentos cefálicos de pequena amplitude e alta velocidade ao redor do eixo vertical, com o olhar fixo em um alvo pelo indivíduo.
O HIT faz com que o examinador identifique sacadas após o movimento cefálico, por meio da observação visual. Enquanto o vHIT é um teste mais completo e eficaz, pois, além das funções do HIT, mensura por vídeo a fase lenta e a fase rápida, durante e após os impulsos cefálicos, detecta alterações vestibulares periféricas de forma não invasiva, sendo facilmente aplicável à prática clínica, além de ser um exame rápido. Ele é mais sensível à detecção das sacadas, principalmente as ‘‘sacadas cobertas’’ (covert), possibilitando maior fidedignidade à medida do RVO, assim como seu registro. As provas impulsivas são rápidas para desencadear o RVO, sem contaminação cortical ou de sistemas oculares lentos.
O registo dos perfis de velocidade ocular e cefálica, durante o impulso cefálico, por meio do vHIT, permite o cálculo do ganho do RVO, definido como o ratio entre estas velocidades.
Dada a existência de uma latência e, portanto, de uma discrepância entre as curvas de velocidades cefálica e ocular, os valores de normalização obtidos são ligeiramente inferiores (0.95 ± 0.09). Calculando os limites de normalidade do ganho de RVO, autores obtiveram valores de 0,77 a 1,33.

### Procedimentos do exame
O vídeo e as medições são captados por óculos com uma câmera sensível de alta velocidade, capaz de gravar os movimentos rápidos dos olhos. Ele possui um sensor de movimento de cabeça, o qual garante o correto posicionamento da cabeça do paciente para os testes e possibilita ao examinador saber se o impulso cefálico foi realizado de maneira correta. São registrados dados referentes ao sistema vestibular das duas orelhas separadamente. O paciente deve estar sentado em uma cadeira com postura adequada, preferencialmente de frente para uma parede ou local onde possa fixar o olhar em um ponto. A primeira parte consiste na calibração do sistema, em que o paciente acompanhará com os olhos os pontos de luz em suas localizações alternadas, sem movimentar a cabeça. Na sequência, o examinador aplicará movimentos de frequência e direção imprevisíveis, segundo o plano horizontal e vertical de baixa amplitude, alta aceleração e velocidade, estimulando os canais laterais, anteriores e posteriores.

### Análise dos resultados
A análise do ganho não é o único parâmetro capaz de revelar alterações nesse reflexo, as sacadas compensatórias são outro sinal verificado quando o RVO está deficiente e podem ser encobertas, quando ocorrem durante a rotação da cabeça, e evidentes ou descobertas, após a rotação.
Para avaliação do vHIT alguns parâmetros devem ser considerados: ganho do RVO, valores de assimetria do ganho entre os canais semicirculares e parâmetros referentes às sacadas compensatórias, cobertas e descobertas (amplitude, latência e organização). Os valores normatizados para o ganho do RVO foram os propostos por Hougaard e MacDougall et al., sendo o ganho do RVO entre 0.8 ms a 1.20 ms para os canais horizontais e 0.7 ms a 1.20 ms para os canais verticais, ao passo que a assimetria entre os canais semicirculares deve ser menor que 20%. A anormalidade pode ser indicada por um ganho do RVO reduzido e/ou presença de sacadas compensatórias.

## Vantagens
- normalmente não provoca tontura;
- rápida realização;
- não necessita de preparo prévio;[9]
- exame de investigação de primeira escolha da crise aguda de tontura ou vertigem;[10]
- pode ser realizado em crianças.